# Игрушки (телесериал)
«Игру́шки» — оригинальный российский комедийный телесериал (ситком) производства компании Yellow, Black and White. Премьера состоялась на телеканале СТС 5 апреля 2010 года. Вышло 2 сезона (40 серий).

## Сюжет
Слоган сериала: «Москва-сити слезам не верит!»
Сериал «Игрушки» — о жизни молодых людей 25-30 лет, которые пытаются найти своё место в современном мире, встретить вторую половинку и обрести счастье. Большинство главных героев этого сериала работают в компании по производству игрушек, которая называется МВД-групп (МВД в данном случае расшифровывается как «Мир весёлых детей»). Офис компании расположен в здании «Москва-сити». Сюжет разворачивается вокруг Вари и её брата Димы.
Варя имеет свою жилплощадь, доставшуюся ей после учёбы в институте от родителей, состоятельных сургутских нефтяников. У Вари есть подружки: Маша Говорушко, вечно худеющая и улыбчивая начальница отдела кадров, и красавица Аня Белкина, мать-одиночка и фитнес-инструктор в здании «Москва-сити». Личная жизнь Варвары сложна и напряжённа. Она влюблена в женатого Стаса Мартынова, который постоянно обещает Варе расстаться с нынешней супругой, но не делает этого. Тем временем в Варвару влюблён начальник конструкторского отдела Гена Ивашкин, любыми способами добивающийся её ответной любви.
Но неожиданно судьба преподносит Варе неожиданный подарок. Из армии возвращается брат Вари — Дмитрий, селится у неё и вносит коррективы в личную жизнь сестры. Он приводит с собой армейского товарища, влюблённого в Варю по фотографии — молодого и застенчивого Мишу Суворова.

## В ролях

### Главные роли
- Екатерина Копанова — Варвара Петровна Некрасова, начальник отдела спецпроектов компании «Мир весёлых детей». Скромная, милая и романтичная девушка. Два года встречалась со своим женатым начальником Стасом, но рассталась с ним во 2 серии. С конца 1 сезона встречается с Мишей. В 40 серии он делает ей предложение.
- Роман Полянский — Дмитрий Петрович Некрасов, помощник генерального директора компании «Мир весёлых детей». Младший брат Вари, с которой зачастую ссорится. В 1 серии возвращается из армии. Всячески одобряет роман сестры с лучшим другом. С 1 серии был влюблён в Аню Белкину, в 40 серии они начинают встречаться. По характеру — бабник, чуть ли не каждый день водит домой новую девушку. Ленивый, инфантильный и безответственный, но харизматичный и находчивый молодой человек.
- Роман Маякин — Михаил Суворов, администратор в кафе «Кизлярский орёл». Скромный молодой человек, живёт с бабушкой. Хобби — склеивание моделей кораблей. Сослуживец и лучший друг Димы. Влюбился в Варю по неудачной фотографии. В 1 серии избил Стаса, из-за чего Варя долго не могла его простить. В конце концов, они начали встречаться. В 40 серии делает Варе предложение.
- Всеволод Болдин — Станислав Олегович Мартынов, заместитель генерального директора компании «Мир весёлых детей». Долгое время встречался с Варей, будучи женатым. Постоянно обещал ей расстаться с женой, но обещания так и не сдержал. В конце концов, Варя от него ушла. На протяжении сериала даёт понять, что всё ещё влюблён в Варю. Циник и карьерист, в целом, является хорошим руководителем, но не пользуется любовью подчинённых.
- Юлия Борилова — Мария Андреевна Говорушко, начальник отдела кадров компании «Мир весёлых детей». Лучшая подруга Вари. Весёлая девушка, страдающая некоторой полнотой. Сплетница и любительница решать проблемы друзей за их спиной. Несмотря на то, что Маша пользуется некоторым успехом у мужчин, она по-прежнему одна.
- Анна Антонова — Анна Юрьевна Белкина, тренер в фитнес-клубе «Галактика». Соседка и вторая лучшая подруга Вари. Высокая стройная брюнетка, сразу покорила сердце Димы. Мать-одиночка, одна воспитывающая сына Артёма. Бывшая прыгунья с шестом, одно время танцевала стриптиз. Не в восторге от ухаживаний Димы, но в сериале периодически встречаются намёки, что чувства между ними взаимны. 40 серия заканчивается их поцелуем.
- Сергей Ларин — Геннадий Ивашкин, начальник конструкторского отдела компании «Мир весёлых детей». Давний друг Вари. Долгое время был влюблён в неё, но она не ответила ему взаимностью. Впоследствии подружился с Димой. Скромный и интеллигентный «ботаник» с соответствующими увлечениями. До работы с игрушками работал на министерство обороны.

### Роли второго плана
- Святослав Гулин — Артём Робертович Белкин, сын Ани. Школьник. Весьма предприимчив для своего возраста. Сразу подружился с Димой, периодически помогает ему завоевать её сердце.
- Денис Ясик — Денис Варламов, начальник дизайнерского отдела компании «Мир весёлых детей». Называет друзей и знакомых англизированными версиями имён (Барбара, Мари, Майкл). Себя зовёт исключительно Дени. Добродушен, несмотря на надменность. Из-за его манерности, экстравагантных нарядов и гнусавого голоса коллеги долгое время считали, что он гей. Создатель Краказябры — самой популярной игрушки МВД-Group. Дальтоник, что выясняется, когда он пришёл на корпоратив в зелёном костюме Деда Мороза. Служил в артиллерии.
- Борис Эстрин — Владимир Ильич Вавилов, начальник маркетингового отдела компании «Мир весёлых детей». Полный лысеющий мужчина среднего возраста. Одно время пытался ухаживать за Машей. Владелец породистой таксы по кличке Граф.
- Данила Ариков — Александр Иванович Пронин, сотрудник маркетингового отдела компании «Мир весёлых детей». Главный прихлебатель Стаса.
- Ольга и Анна Ивановы — Оля и Юля, секретарши компании «Мир весёлых детей». Красивые, но глуповатые сёстры-близняшки. Постоянно спорят и ссорятся друг с другом.
- Юлия Рутберг — Екатерина Борисовна, генеральный директор компании «Мир весёлых детей». Отсудила фирму у бывшего мужа. К своим подчинённым относится строго, но с любовью. Сами подчинённые боятся её.
- Наталья Защипина — Елизавета Павловна Суворова, бабушка Михаила. Заботливая и хозяйственная, в хороших отношениях с Варей и Димой.
- Ванати Алиев — Гамзат Расулович, директор кафе. Хитёр и жаден, постоянно ищет способы заработать на клиентах и вовлекает в свои махинации Мишу.
- Александр Семчев — майор/подполковник Бондаренко, некомпетентный сотрудник полиции в Москва-Сити. Страдает ожирением.

### Эпизодические персонажи
- Людмила Артемьева — Элла Геннадьевна, мама Ани. Тренер по спортивной гимнастике. Аня долгое время скрывала от матери факт существования Артёма.
- Александр Леньков — Леопольд Аристархович Дормидонтов, поэт, автор стихотворения про Крокозябру. Пытался отсудить у фирмы миллион долларов за нарушение авторских прав, но не преуспел, так как игрушка называлась «Краказябра». Пытался ухаживать за Машей.
- Валерий Афанасьев — Пётр Алексеевич Некрасов, отец Вари и Димы. Нефтяник.
- Анжелика Каширина — Жанна, племянница Гамзата Расуловича.
- Михаил Башкатов — подозреваемый «Башка» (персонаж из скетчкома «Даёшь молодёжь!»).
- Алексей Огурцов — начальник службы безопасности.
- Сергей Друзьяк — официант.
- Иннокентий Тарабара — Семён Петрович Варламов, отец Дениса Варламова.
- Анатолий Калмыков — завхоз компании «Мир весёлых детей».
- Илья Ригин — дизайнер, друг Дениса Варламова.

## Съемочный период
- Пилотные 4 серии были отсняты летом 2009 года. Съемки телесериала начались в январе 2010 года и продолжились по июнь того же года. Всего было отснято 40 серий (2 сезона по 20 серий).

## Показ телесериала
- Первый сезон транслировался на телеканале СТС с 5 по 30 апреля 2010 года в 19:30.
- Показ второго сезона на СТС начался 15 июня 2010 года в 21:30, затем с 28 июня по 16 июля 2010 года показ продолжился в 20:00.
- С 30 января 2012 года показ сериала начался на телеканале Муз-ТВ в 21:35, однако был прерван.
- С октября 2012 года показ сериала начался на телеканале «21+» по будням в 19.00[1].
- С 4 мая 2020 года показ сериала прошёл на телеканале СТС Love в 12:30.

## Рейтинг телесериала
Сериал «Игрушки», стартовавший на СТС 5 апреля 2010 года, за месяц в эфире обрёл популярность и вывел канал на 3-е место среди всех телеканалов в аудитории от 6 до 54 лет во время показа с 19.30 до 20.00 с долей 11,7 % по России. В более узкой аудитории среди всех зрителей в возрасте от 18 до 34 лет сериал «Игрушки» занимал 2-е место в этом же временном отрезке с долей 14,5 %.

## Факты
- Рабочее название сериала «Любовь — не игрушки» было изменено перед самым выходом в эфир[3].
- В один из съёмочных дней «Игрушек» на площадке произошёл сильный пожар во время эпизода с утюгом, вспыхнувшего сильнее, чем это было предусмотрено сценарием. Герой сериала Дима Некрасов погасил пламя огнетушителем, а импровизированный пожар был запечатлён и попал в сериал в сокращённом виде[4].
- Фишки для сцен в казино были изготовлены из печенья[5][6].
- Слоган сериала «Москва-сити слезам не верит!» является отсылкой на советский художественный фильм «Москва слезам не верит»

## Критика
Сериал оценивается неоднозначно:

«…шутки в «Игрушках» расставлены густо. Не все убойные, зато их много. Этим, пожалуй, маскируются минусы актёрской игры. Текст актёры подают с «нажимом», с выпученными глазами и пионерским задором — КВН средней руки. Спасает плотность шуток: эта не прошла, так выстрелит следующая. Одно слово, ситком. Впрочем, в сериале полно сцен, где актёры всласть разыграются. Что с ходу бросается в глаза — сильный кастинг: герои фактурные, бойкие, с чуточкой понтов — то, что надо молодёжному ситкому!».— 